# Martin Stenmarck
Martin Stenmarck (Stoccolma, 3 ottobre 1972) è un cantante, attore e doppiatore svedese.

## Biografia
Nel 2005 ha rappresentato il proprio paese all'Eurovision Song Contest con la canzone Las Vegas, dopo aver vinto il Melodifestivalen pochi mesi prima.
Artista essenzialmente pop, ha sempre cantato in lingua inglese, fatta eccezione per il primo singolo, uscito nel 2006, in svedese, intitolato 7milakliv.

## Vita privata
Per cinque anni è stato sentimentalmente legato alla giornalista brasiliana Glória Maria Matta da Silva  . In seguito ha sposato la cantante Hanna Hedlund: dal matrimonio sono nati tre figli, ma nel 2021 la coppia ha annunciato la separazione.

## Discografia
- 2002 - One
- 2003 - One (international version with I'm Falling added)
- 2004 - Think Of Me (#25)
- 2005 - Think Of Me (with Las Vegas added) (#9)
- 2006 - Nio sanningar och en lögn (#1)
- 2007 - Nio sanningar och en lögn (with three remixes added)
- 2007 - Det är det pojkar gör när kärleken dör